# Albert Bridge (London)

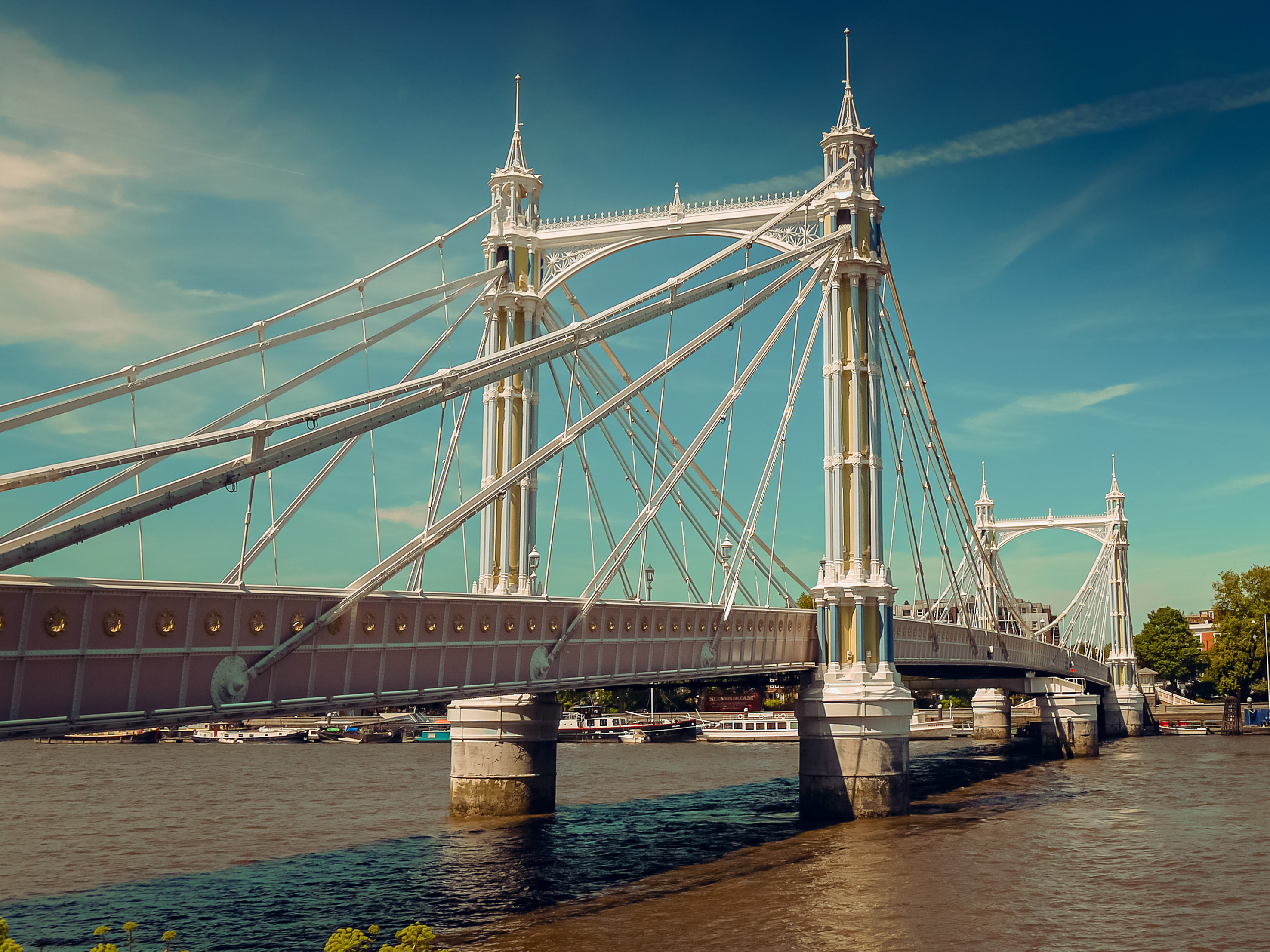
Albert Bridge, London

Die Albert Bridge ist eine Straßenbrücke über den Fluss Themse in London. Sie verbindet den Stadtteil Chelsea im Stadtbezirk Royal Borough of Kensington and Chelsea auf der Nordseite mit dem Stadtteil Battersea im Stadtbezirk London Borough of Wandsworth auf der Südseite. Die Brücke ist eine  Kettenbrücke, die 216 Meter lang und 12,5 Meter breit ist. Die Spannweite beträgt 122 Meter. Die Brücke ist nach Prinz Albert von Sachsen-Coburg und Gotha benannt und führt die Hauptstraße A3031 über die Themse.

## Geschichte
Obwohl das Parlament bereits 1864 die Genehmigung für den Bau erteilt hatte, begannen die Arbeiten erst 1870, um diese mit der Errichtung der Uferstraße zu koordinieren. Der verantwortliche Bauingenieur war Rowland Mason Ordish. Die Brücke entsprach einem von ihm patentierten Prinzip mit einer Kombination von durchhängenden Ketten ähnlich dem Tragkabel einer Hängebrücke und schrägen Ketten ähnlicher einer Schrägseilbrücke. Die Baukosten betrugen £90.000. Die Eröffnung erfolgte am 31. Dezember 1872.
Die Albert Bridge Company besaß neben der Albert Bridge auch die benachbarte Battersea Bridge. Doch keine der beiden Brücken brachte genügend Mauteinnahmen ein, um die Unterhaltskosten zu decken. 1878 erwarb das Metropolitan Board of Works beide Brücken und hob die Maut ein Jahr später auf. 1884 wurde die Brücke unter der Leitung von Joseph Bazalgette verstärkt und modernisiert.
Nach dem Zweiten Weltkrieg erwies sich die Brücke als zu schwach für die immer schwerer werdenden Fahrzeuge. Als der London County Council beabsichtigte, die Albert Bridge abzureißen, gab es einen riesigen Proteststurm von Denkmalschützern, die von John Betjeman angeführt wurden. Diese setzten sich schließlich gegen die Stadtplaner durch. Um die Brücke vor dem Einsturz zu bewahren, verstärkte man 1973 die Fundamente, setzte zwei Pfeiler in der Mitte der Brücke unter die Fahrbahn, errichtete eine leichtere Fahrbahn und reduzierte das Maximalgewicht der Fahrzeuge auf zwei Tonnen. Um die Brücke für die Schifffahrt besser sichtbar zu machen, erhielt sie einen neuen Anstrich in einem eigenwilligen Farbschema.